# Анрі Мартен
Анрі Мартен (фр. Henri Martin; 20 лютого 1810, Сен-Кантен — 14 січня 1883, Пассі, Париж) — французький історик і політик.
Опублікував книгу «Історія Франції», за яку в 1844 році був нагороджений Французькою академією.
У 1870 був обраний мером 16-го округу Парижа. У 1871—1876 — член Національних зборів, в 1876—1883 роках — сенатор.
З 1878 року — член Французької академії.